# رمضان شو (برنامج ترفيهي)
رمضان شو برنامج ترفيهي مغربي كان يبث على قناة ميدي 1 تيفي خلال رمضان 2016
تم إيقافه قبل المدة المتفق عليها يوم 28 يونيو 2016.

## إيقاف البرنامج
أوقفت قناة ميدي 1 تيفي المغربية برنامجً رمضان شو مع مومو يوم 28 يونيو 2016 الذي كان يبث قبل موعد الإفطار الرمضاني وهو أول برنامج في تاريخ التلفزيون المغربي الحديث يتم إيقافه قبل المدة المتفق عليها.

## حول منشط البرنامج
محمد بوصفيحة هو منشط برنامج رمضان شو مع مومو الملقب بـ«مومو»، وهو منشط اشتهر في إذاعة هيت راديو بطريقة كلامه المثيرة للجدل واستخدامه لألفاظ من لغة الشارع جلبت عليه الانتقادات.

## أسباب الإيقاف
1. حملة الانتقادات التي تعرّض لها البرنامج
2. عدم تناسبه مع توجهات القناة
3. استخدامه لغة الشوارع في التنشيط
4. وخوضه في إمور سياسية لم تعهد بها مؤسسة ميدي 1 التلفزية[3]

## إنتقادات البرنامج
وصلت الانتقادات حد إنشاء عريضة تعاطفت مع أسامة بنجلون، منشط برنامج ساعة قبل لفطور الذي جرى استبداله ببرنامج «مومو».
وفي أجرأة لقرار إيقاف برنامج رمضان شو مع مومو، أعلنت قناة ميدي 1 تيفي عبر صفحتها على فيسبوك أنها ستبث اليوم 28/6/2016 مسلسل «أوراق التوت»، وذلك بشكل استثنائي عوض برنامج رمضان شو